# Nukuty
Nukuty (ros. Нукуты) – wieś w Rosji, w obwodzie irkuckim, w Ust-Ordyńskim Okręgu Buriackim, w rejonie nukuckim. W 2021 liczyła 621 mieszkańców.